# ナミュール

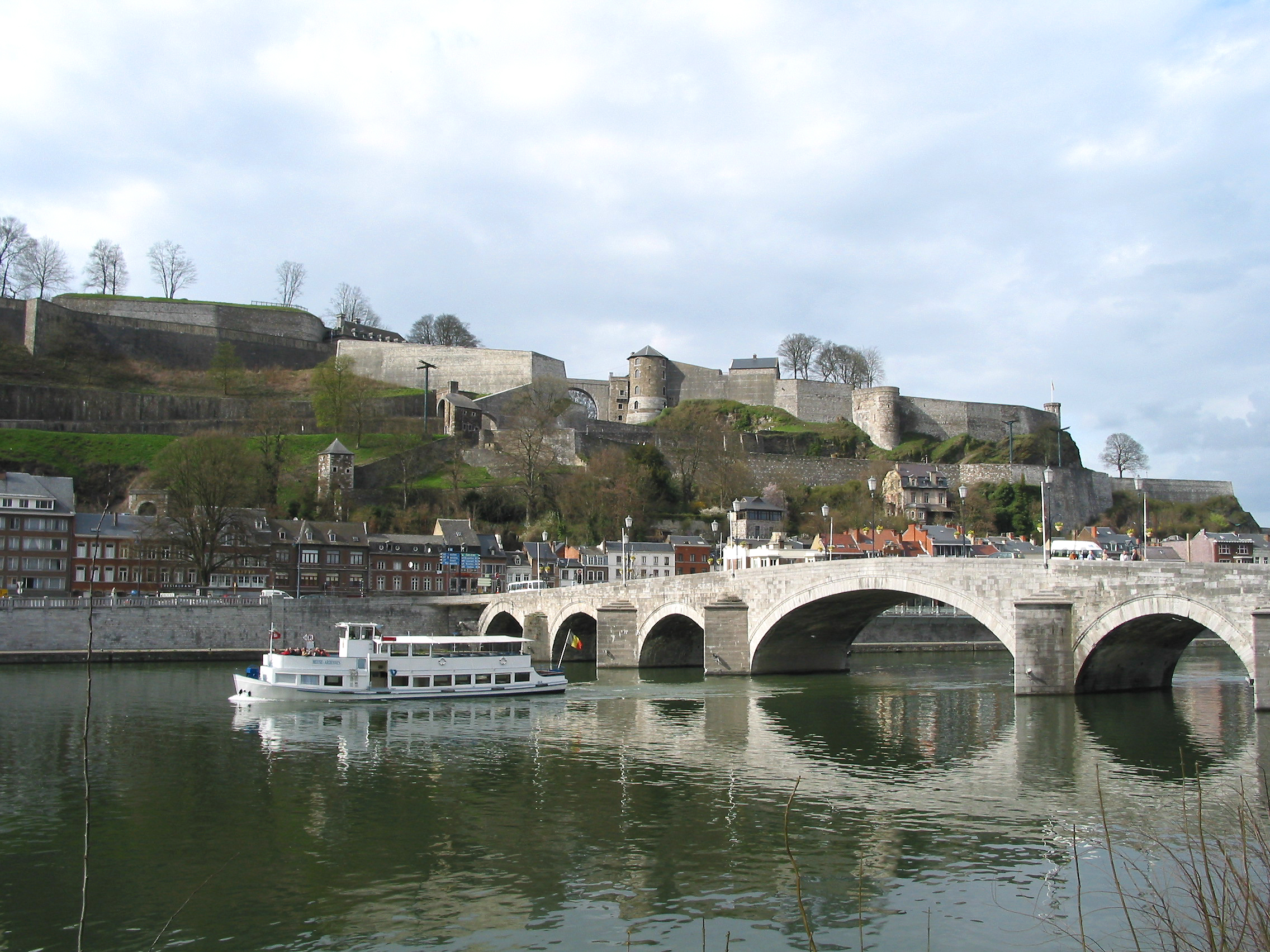
ムーズ川上のジャンブ橋。背後に城塞

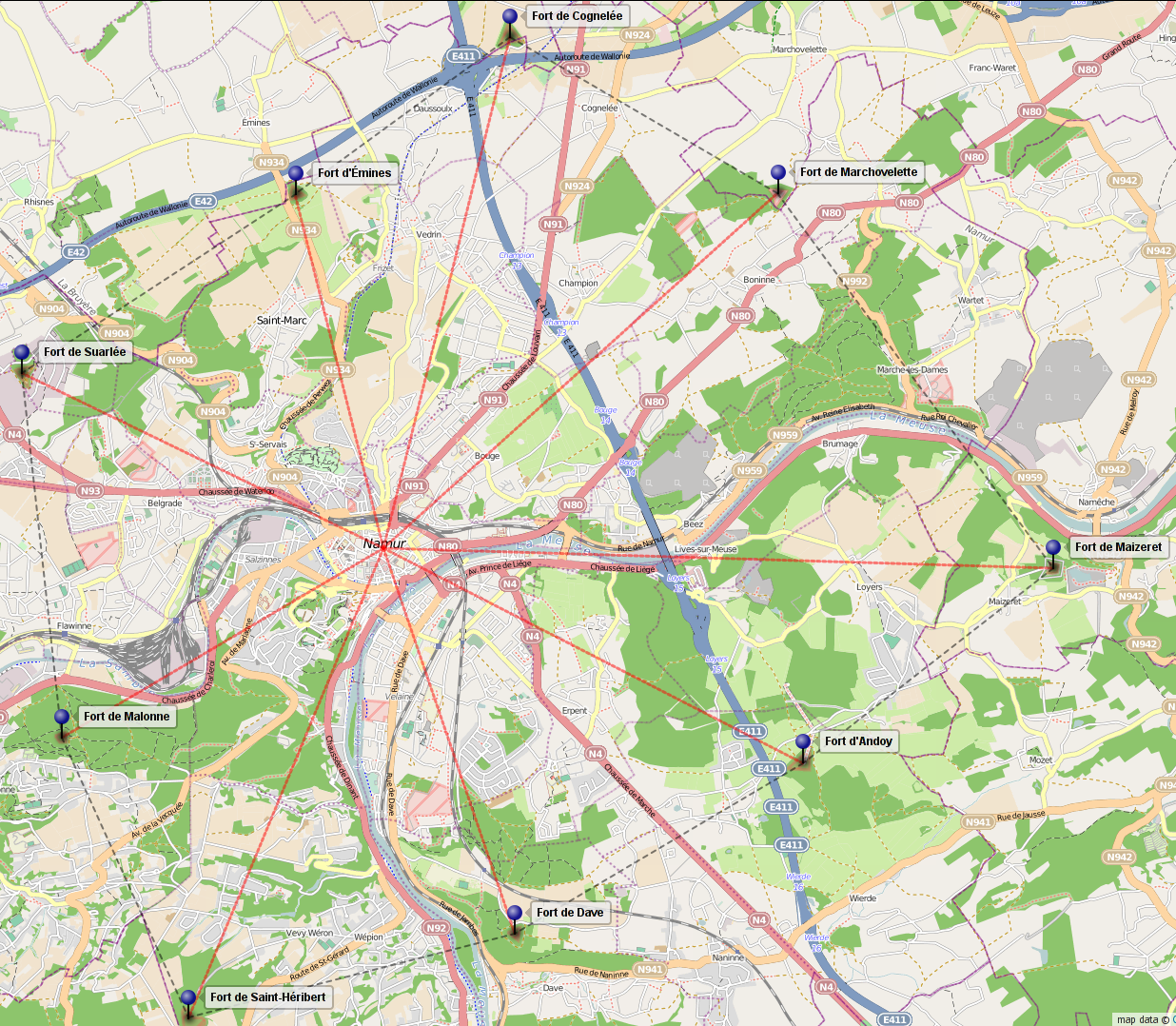
第一次世界大戦後のナミュールの防衛拠点

ナミュール（フランス語: Namur [namyʁ]; オランダ語: Namen [ˈnaːmə(n)] ( 音声ファイル); ワロン語: Nameur）は、ベルギーのワロン地域、ナミュール州の都市。

## 歴史
町はアルデンヌを横切る東西、南北の交易ルートの中継地として、ケルト時代から人が定住していた。古代ローマ人も、ユリウス・カエサルが地元のアドゥアトゥキ族を打ち負かした後に定住した。
ナミュールは中世初期に、2本の川が交わる場所の、町を見下ろす岩の懸崖上にメロヴィング朝の城が築かれてから有名になった。10世紀に、町単体として県となった。ナミュール伯がムーズ川北岸にのみ町を建て、南岸はリエージュ枢機卿の所領であったために町はいくぶん不揃いに発展した。そしてジャンブの町もさらにゆっくりと発展した。1262年、ナミュールはフランドル伯の手に落ち、1421年にブルゴーニュ公フィリップ（善良公）によって買い上げられた。
1640年代に入ってナミュールはスペイン領ネーデルラントの一部となり、城塞が強化された。しかし、大同盟戦争でフランス王ルイ14世は1692年に侵入し町を攻略、フランスへ併合した（第一次ナミュール包囲戦）。彼の軍事技術者ヴォーバンが要塞を再建した。
フランス支配は短期で終わり、それからわずか3年後の1695年にオラニエ公兼イングランド王ウィリアム3世によって奪われた（第二次ナミュール包囲戦）。1715年のユトレヒト条約以前の、1709年の和平でオランダ共和国はナミュールの要塞権を獲得した。しかし町を支配したのはオーストリアのハプスブルク家で、要塞はオランダ管理下にあった。彼らの共同保有の元再び再建がされた。
フランス革命後、1794年にフランスが再侵攻した。ナミュールは再度フランスに併合され、革命政府の政治が押しつけられた。1815年にナポレオンが敗退したのち、ウィーン会議で現在のベルギーはオランダ王国の一部となった。1830年にオランダからの分離独立を求めベルギー独立革命が勃発、その時もナミュールは重要な要塞の町として新たな政権の支配下に置かれた。要塞は1887年に再び再建された。
第一次世界大戦中の1914年、フランスへ至るルートとしてムーズ谷を通過できるナミュールは、ベルギーへ侵攻したドイツ軍の標的であった。事実上難攻不落であるといわれていたにもかかわらず、わずか3日で要塞は陥落し、町はドイツ軍に占領された。それでも第二次世界大戦中よりまだましであった。1940年のアルデンヌの戦い、1944年のバルジの戦いでは前線地帯となった。町はどちらの戦闘でもひどい被害を受けた。
1977年まで、ナミュールはベルギー軍落下傘部隊の本拠地であった。

## 経済
ナミュールはワロン工業地帯の重要な商業・産業中心地である。機械生産、製革業、製鉄や磁器生産がなされている。ブリュッセルとルクセンブルク市をつなぐ南北の鉄道の中継点、またリールとリエージュを結ぶ東西の鉄道の中継点である。

## 文化
竹馬によるジョストが有名である。2021年にUNESCOの無形文化遺産に登録される。

## 姉妹都市
- バンドン, インドネシア
- ケベック・シティー, ケベック州, カナダ
- スボティツァ, セルビア
- ブール＝カン＝ブレス, フランス
- 大垣, 岐阜県, 日本
- エンポリ, トスカーナ州, イタリア
- クルジュ＝ナポカ, クルジュ県, ルーマニア
- ティーエルプ, スウェーデン
- プリシュティナ, コソボ